# Короли народа Дурина
Короли народа Дурина (Kings of Durin’s Folk) — династия правителей гномов из произведений Дж. Р. Р. Толкина.
«Народ Дурина» — один из 7 кланов гномов в Средиземье, наиболее могущественный и влиятельный.

## Характеристика
Völuspá (s.9-16)

...Тогда сели боги

на троны могущества

и совещаться

стали священные:

кто должен племя

карликов сделать

из Бримира крови

и кости Блаина. 	

Модсогнир старшим

из племени карликов

назван тогда был,

а Дурин — вторым;

карлики много

из глины слепили

подобий людских,

как Дурин велел. 	

Нии и Ниди,

Нордри и Судри,

Аустри и Вестри,

Альтьов, Двалин,

Нар и Наин,

Нипинг, Даин,

Бивур и Бавур,

Бёмбур, Нори,

Ан и Анар,

Оин, Мьёдвитнир,

Гандальв и Вейг,

Виндальв, Торин,

Трор и Траин,

Текк, Вит и Лит,

Нюр и Нюрад —

вот я карликов —

Регин и Радсвинн —

всех назвала. 	

Фили и Кили,

Фундин, Нали,

Хефти, Вили,

Ханар, Свиор,

Биллинг, Бруни,

Бильд и Бури,

Фрар и Хорнбори,

Фрег и Лони,

Аурванг, Яри,

Эйкинскьяльди. 	

Еще надо карликов

Двалина войска

роду людскому

назвать до Ловара;

они появились

из камня земли,

пришли через топь

на поле песчаное. 	

Это был Драупнир

и Дольгтрасир с ним,

Хар и Хаугспори,

Хлеванг и Глои,

Дори и Ори,

Дув и Андвари,

Скирвир, Вирвир,

Скафинн и Аи, 	

Альв и Ингви,

Эйкинскьяльди,

Фьялар и Фрости,

Финн и Гиннар;

перечень этот

предков Ловара

вечно пребудет,

пока люди живы.

— «Прорицание вёльвы»

(пер. с др.-исл. А.Корсуна)
Несколько из перечисленных королей являются главными или второстепенными персонажами в основных книгах саги — «Хоббите» и «Властелине колец», прочие описываются в третьей части приложения А («Племя Дурина») в томе «Возвращение короля», а также в «Неоконченных сказаниях», «Истории Средиземья»:
…Трайн I, сын Наина, привел их к Одинокой Горе у восточных окраин Сумеречья. Он стал первым Царем-под-Горой. Здесь Трайн нашел огромный алмаз, Аркенстон, Сердце Горы. Его сын, Торин I, ушел ещё дальше на север, в Серые Горы. (…) Даин I со своим вторым сыном Фрором погибли у самых ворот собственного дворца, убитые огромным стылым червём. Жить в Серых Горах стало невозможно, и тогда Грор, третий сын Даина, увел многих к Рудному Кряжу, а Трор, старший, вернулся с остальными к Эребору… (Приложение А).
После Приложения А в т. III «Властелина колец» опубликовано генеалогическое древо под заголовком «Род гномов Эребора», с пометкой «Составил Гимли, сын Глоина, для Короля Элессара».

### Выбор имен
При создании в рамках эпопеи «Властелин Колец» истории и мифологии народа гномов (англ. Dwarves) Дж. Р. Р. Толкин опирался на исследования скандинавских мифов; часть имён для писатель сознательно взял из «Прорицания вёльвы» (др.-сканд. Völuspá, одна из песней «Старшей Эдды»). В данном случае речь идет об фрагменте поэмы, называемом «Dvergatal» («Каталог гномов», строки 10-16), который в данный момент считается некоторыми литературоведами поздней вставкой в «Эдду» и не включается в новые издания.
Например, оттуда взято имя «Дурин» — изначальное скандинавское слово «дуринн» (др.-сканд. Durinn, «сонный», оно принадлежит мифическому карлику-кузнецу; имя «Наин», Троин, Траин. Эпитет «Дубовый щит» является прямым переводом используемого там имени «Eikinskjaldi». Имя «Гандальв» тоже принадлежит гному в этом списке, оттуда же происходят имена простых гномов, героев «Хоббита» — Бифур, Бобур и проч.
Кристофер Толкин предполагает, что «эти гномьи имена в „Хоббите“ послужили отправной точкой для человеческих языков в Средиземье».
Некоторые исследователи творчества Толкина усматривали в кропотливо составлявшейся гномами генеалогии королевских родов и странствии Торина к Одинокой горе отсылки к истории еврейского народа и мотив обретения Земли Обетованной. Сам Толкин при создании языка гномов (названного им Khuzdul) сконструировал некий аналог семитского языка, предположительно основываясь на фонологии иврита или языка курдов, а в одном из писем открыто сравнил гномов с евреями: «коренные обитатели, чуждые для окружающих, говорящие на всех языках страны, но сохранившие в тайне собственный язык».

## Список королей
- Дурин I Бессмертный — был родоначальником и первым правителем гномов, первый король Кхазад-дума. Основатель династии Долгобородов (англ. Longbeards). По преданию, он пробудился первым из Праотцов Гномов ещё в бессолнечные Годы Древ Первой эпохи, или Древних Дней, (считается, что это произошло около 1250 года Древ) и по праву старшинства стал самым первым гномьим правителем. Правил он дольше всех известных королей гномов и первым из них стал свидетелем восхода Солнца. У гномов Казад-Дума считалось, что Дурин Бессмертный постоянно перерождается в своих потомках, поэтому как минимум шестеро его наследников носили имя Дурина (со II по VII). Кроме них, народом Казад-Дума правило ещё немало королей из рода Дурина, имена и деяния которых указаны ниже. (См. также Дурин (Средиземье))[13][14].

Обсуждение различных Дуринов (особенно в «Народах Средиземья») следует читать с осторожностью, поскольку их количество увеличивалось с развитием легендариума Толкина. Например, Дурин, убитый балрогом в 1980 г. Т.Э., был изначально Дурином III, но во «Властелине Колец» он уже обозначен как Дурин VI.

### Короли Казад-Дума — потомки Дурина Бессмертного
Даты, относящиеся к ниже перечисленным персонажам, приведены для Третьей Эпохи Средиземья (если не указано иначе).
- Дурин VI[15] (англ. Durin VI, годы жизни — 1731—1980) — король гномов народа Дурина и владыка Казад-Дума (? — 1980), во время правления которого гномы, разрабатывая глубинные залежи мифрила, разбудили Погибель Дурина — балрога Моргота, скрывавшегося в глубинах под Карадрасом со дней Войны Гнева. Был убит балрогом в 1980 году Т. Э.
- Наин I[15] (англ. Náin I, годы жизни — 1832—1981) — сын короля Казад-Дума Дурина VI, король гномов народа Дурина и владыка Казад-Дума (1980—1981). Был убит балрогом на следующий же год после смерти своего отца. Остатки народа Дурина бежали из Казад-Дума, и он был переименован в Морию.
- Траин I Старый (англ. Thráin I, годы жизни: 1934—2190) — сын короля Казад-Дума Наина I, король гномов народа Дурина (1981—2190), владыка Казад-Дума (1981—1999). Когда его отец был убит пробуждённым гномами балрогом — Погибелью Дурина, — Траин I вместе с остатками своего народа решился на исход и в 1999 году навсегда покинул Казад-Дум, переселившись в Эребор. Правление Траина I (209 лет) является самым продолжительным из известных правлений королей гномов после Дурина Бессмертного.

### Короли Эребора (1999—2210)
- Траин I (англ. Thráin I, годы жизни — 1934—2190) — основатель Подгорного королевства Эребора и первый Король-под-Горой (1999—2190). Он первым начал разработку богатств Эребора и обнаружил легендарный алмаз Аркенстон — Сердце Горы, ставший фамильной драгоценностью королевского дома Эребора.
- Торин I[15] (англ. Thorin I, годы жизни — 2035—2289) — король гномов народа Дурина (2190—2289), второй король Король-под-Горой (2190—2210). В 2210 году он принял решение переселиться из Эребора далеко на север, став родоначальником династии королей Серых Гор, после чего престол Эребора фактически оставался вакантным, так как вместе с Торином Эребор покинули и последние гномы.

### Короли Серых Гор (2210—2589)
- Торин I (англ. Thorin I, годы жизни — 2035—2289) — король гномов народа Дурина (2190—2289), первый король Серых Гор (2210—2289).
- Глоин[15] (англ. Glóin, годы жизни — 2136—2385) — король гномов народа Дурина, сын Торина I, второй король Серых Гор (2289—2385). Расширил подземелья Эред Митрин и продолжил политику переселения туда гномов из Эребора.
- Оин[15] (англ. Oin, годы жизни — 2238—2488) — король гномов народа Дурина, третий король Серых Гор (2385—2488).
- Наин II[15] (англ. Náin II, годы жизни — 2338—2585) — король гномов народа Дурина, четвёртый король Серых Гор (2488—2585), отец Даина I и Борина. Во время правления Наина гномы мирно жили в Эред Митрин, пока не были атакованы драконами. От его сына Борина произошли несколько спутников Торина Дубощита, сопровождавшие его в походе к Эребору.
- Даин I[15] (англ. Dáin I, годы жизни — 2440—2589) — король гномов народа Дурина, пятый король Серых Гор (2585—2589 Т.Э), последний король объединённого народа Дурина. Отец Трора, Фрора и Грора. В его правление продолжились нападения драконов на подземелья гномов в Эред Митрин Погиб во время нападения Ледяного Змея вместе со средним сыном Фрором. После его смерти королевство в Серых Горах прекратило своё существование: один сын — Трор отправился восстанавливать королевство в Эреборе, а другой — Грор, основал новое королевство в Железных Холмах к востоку от Одинокой Горы.

### Короли Эребора (2590—2770) и короли гномов в изгнании (2770—2941)
- Трор (англ. Thrór, годы жизни — 2542—2790) — король гномов народа Дурина (2589—2790), третий король Король-под-Горой (2589—2770), король гномов в изгнании (2770—2790). После того, как в 2589 году Ледяной Змей убил его отца, короля Серых гор Даина I, и его брата Фрора прямо на пороге их королевского чертога, Трор вместе со множеством гномов бежал в Эребор и в 2590 году восстановил там королевскую власть, став первым за три века Королём-под-Горой. Под властью Трора восстановленное королевство процветало и усиливалось, пока не привлекло внимание обитавшего в Серых Горах дракона Смога Золотого. В 2770 году этот дракон неожиданно атаковал Эребор с воздуха, застав гномов врасплох, сокрушил их оборону и, истребив множество жителей Горы, изгнал оставшихся в живых и захватил неисчислимую гномью казну. Трору, его сыну Траину и внуку Торину чудом удалось спастись от гибели и обосноваться в древних заброшенных городах гномов в Синих Горах, учредив там королевство гномов в изгнании; однако разум короля несколько помутился от горя, и в 2790 году он решился на безрассудный поступок, отправившись к Восточным Вратам Мории и в одиночку войдя под её своды, думая восстановить древнее королевство. Там Трор нашёл свою смерть от руки повелителя орков Мории Азога. Азог отрубил ему голову топором и скормил разрезанное на части тело воронам; это событие послужило началом Войны гномов и орков. В фильме Питера Джексона «Хоббит: Нежданное путешествие» Трор, в отличие от сюжета книги, пытается отвоевать Морию у орков, но также погибает от руки орочьего предводителя Азога во время битвы.
- Траин II (англ. Thráin II, годы жизни — 2644—2850) — король гномов народа Дурина в изгнании (2790—2850). После убийства своего отца он собрал колоссальную армию гномов из всех семи колен этого народа и в 2793 году развязал жестокую Войну гномов и орков. В течение последующих 6 лет армии гномов уничтожали орочьи города и поселения во Мглистых горах, начиная с Гундабада и продвигаясь к Мории, и в 2799 году разгромили последние силы орков в кровопролитной битве при Азанулбизаре. Траин II надеялся после победы в войне восстановить древнее королевство Казад-Дум; однако союзники и сородичи не разделяли его оптимизма, и под своды Мории, где всё ещё таилась Погибель Дурина, по своей воле никто войти не захотел. Поэтому ему ничего не оставалось, как возвратиться в Синие Горы. В 2841 году Траин покинул Синие Горы с целью путешествия на восток в компании лишь двух спутников — своих родичей Балина и Двалина. Осенью 2845 году их компания остановилась на ночлег под покровом Лихолесья неподалёку от крепости Дол Гулдур, и во время стоянки Траин пропал без вести — как впоследствии оказалось, он был похищен по приказу хозяина Дол Гулдура, Некроманта. Траин являлся последним владельцем одного из гномьих Колец Власти, поэтому Враг отнял у него Кольцо, жестоко пытая его, и затем бросив в подземелье Дол Гулдура умирать. Спустя пять лет, в 2850 году, когда Дол Гулдур посетил с разведывательной миссией Гэндальф, маг обнаружил еле живого и почти что потерявшего рассудок Траина. Перед смертью тот дал Гэндальфу поручение — передать его наследнику Торину ключ от тайного хода и карту Одинокой Горы, после чего скоропостижно скончался.
- Торин II Дубощит (англ. Thorin II Oakenshield, годы жизни — 2746—2941) — король гномов народа Дурина в изгнании (2850—2941), четвёртый Король-под-Горой (2941). Один из главных персонажей повести «Хоббит». Отправился в поход, чтобы вернуть себе Эребор, и погиб в Битве Пяти Воинств. Поскольку он не оставил наследников (вместе с ним погибли оба его племянника — Фили и Кили, сыновья его сестры Дис), престол Эребора унаследовал его троюродный брат Даин, правитель Железных Холмов, который в 2941 году под именем Даина II стал королём гномов народа Дурина (см. ниже).

### Короли Железных Холмов (2590—2941) и восстановленного Эребора (2941 Т. Э. —? Ч. Э.)
- Грор (годы жизни — 2563—2805) — брат Трора, первый король Железных Холмов (2590—2805).
- Наин, сын Грора — король. Убит в Битве при Азанулбизаре, когда Азог, вождь орков, сломал ему шею. После этого королём гномов Железных Холмов стал его сын, Даин II, который в той же битве отомстил за смерть отца, убив Азога.
- Даин II Железностоп (англ. Dain II Ironfoot, годы жизни — 2767-3019) — король Железных Холмов (2805—2941), пятый Король-под-Горой и король гномов народа Дурина (2941-3019).
- Торин III Каменный Шлем (Камнешлем)[15] — стал королём-под-горой, когда его отец был убит в ходе Войны Кольца в 3019 г. Т.Э. Помог отстроить заново Эребор и Дейл, государство его процветало и стало верным союзником Воссоединённого королевства короля Арагорна Элессара. В ходе правления Торина Гимли привёл отряд гномов на юг, в Агларонд, где было основано новое княжество, вероятнее всего, колония народа Дурина под сюзеренитетом короля Эребора. У Торина III был потомок, Дурин VII Последний, который, по легенде, стал последней реинкарнацией Дурина Бессмертного. Однако неясно, был ли он сыном Торина или более поздним наследником.
- Дурин VII, или Дурин Последний был прямым потомком короля Торина III Камнешлема, правитель Эребора и Железных Холмов в Четвертую Эпоху. Его рождение было предсказано по восшествии на трон Даина II после Битвы Пяти Воинств (хотя само пророчество нигде не цитируется). Он возглавил народ Дурина при повторной колонизации Казад-Дума (Мории) через некоторое (неуточнённое) время после начала Четвёртой Эпохи, где они и остались «пока мир не состарился, и гномы не исчезли, и дни народа Дурина не окончились».

### Короли Блистающих Пещер Агларонда (1 Ч. Э.(?) —?)
- Гимли, сын Глоина